# Gran Premi del Brasil del 1973
Resultats del Gran Premi de Brasil de Fórmula 1 de la Temporada 1973, disputat al circuit de Interlagos, l'11 de febrer del 1973.

## Resultats
| Pos | No | Pilot                | Equip               | Voltes | Temps/ Retirada  | Pos. de sortida | Punts |
| --- | -- | -------------------- | ------------------- | ------ | ---------------- | --------------- | ----- |
| 1   | 1  | Emerson Fittipaldi   | Lotus - Ford        | 40     | 1h 43' 56. 4     | 2               | 9     |
| 2   | 3  | Jackie Stewart       | Tyrrell - Ford      | 40     | + 13.5 s         | 8               | 6     |
| 3   | 7  | Denny Hulme          | McLaren - Ford      | 40     | + 1' 46.4 min.   | 5               | 4     |
| 4   | 10 | Arturo Merzario      | Ferrari             | 39     | + 1 Volta        | 17              | 3     |
| 5   | 9  | Jacky Ickx           | Ferrari             | 39     | + 1 Volta        | 3               | 2     |
| 6   | 14 | Clay Regazzoni       | BRM                 | 39     | + 1 Volta        | 4               | 1     |
| 7   | 19 | Howden Ganley        | Iso Marlboro - Ford | 39     | + 1 Volta        | 14              |       |
| 8   | 16 | Niki Lauda           | BRM                 | 38     | + 2 Voltes       | 13              |       |
| 9   | 20 | Nanni Galli          | Iso Marlboro - Ford | 38     | + 2 Voltes       | 18              |       |
| 10  | 4  | François Cevert      | Tyrrell - Ford      | 38     | + 2 Voltes       | 9               |       |
| 11  | 17 | Carlos Reutemann     | Brabham - Ford      | 38     | + 2 Voltes       | 7               |       |
| 12  | 23 | Luiz Bueno           | Surtees - Ford      | 36     | + 4 Voltes       | 20              |       |
| Ret | 15 | Jean-Pierre Beltoise | BRM                 | 23     | Part elèctrica   | 10              |       |
| Ret | 12 | Mike Beuttler        | March - Ford        | 18     | Sobreescalfament | 19              |       |
| Ret | 6  | Carlos Pace          | Surtees - Ford      | 9      | Suspensions      | 6               |       |
| Ret | 5  | Mike Hailwood        | Surtees - Ford      | 6      | Caixa canvi      | 14              |       |
| Ret | 11 | Jean-Pierre Jarier   | March - Ford        | 6      | Caixa canvi      | 15              |       |
| Ret | 2  | Ronnie Peterson      | Lotus - Ford        | 5      | Rodes            | 1               |       |
| Ret | 18 | Wilson Fittipaldi    | Brabham - Ford      | 5      | Sobreescalfament | 11              |       |
| Ret | 8  | Peter Revson         | McLaren - Ford      | 3      | Caixa canvi      | 12              |       |

## Altres
- Pole: Ronnie Peterson 2' 30. 5

- Volta ràpida: Emerson Fittipaldi 2' 35. 0 (a la volta 14)